# Illusione

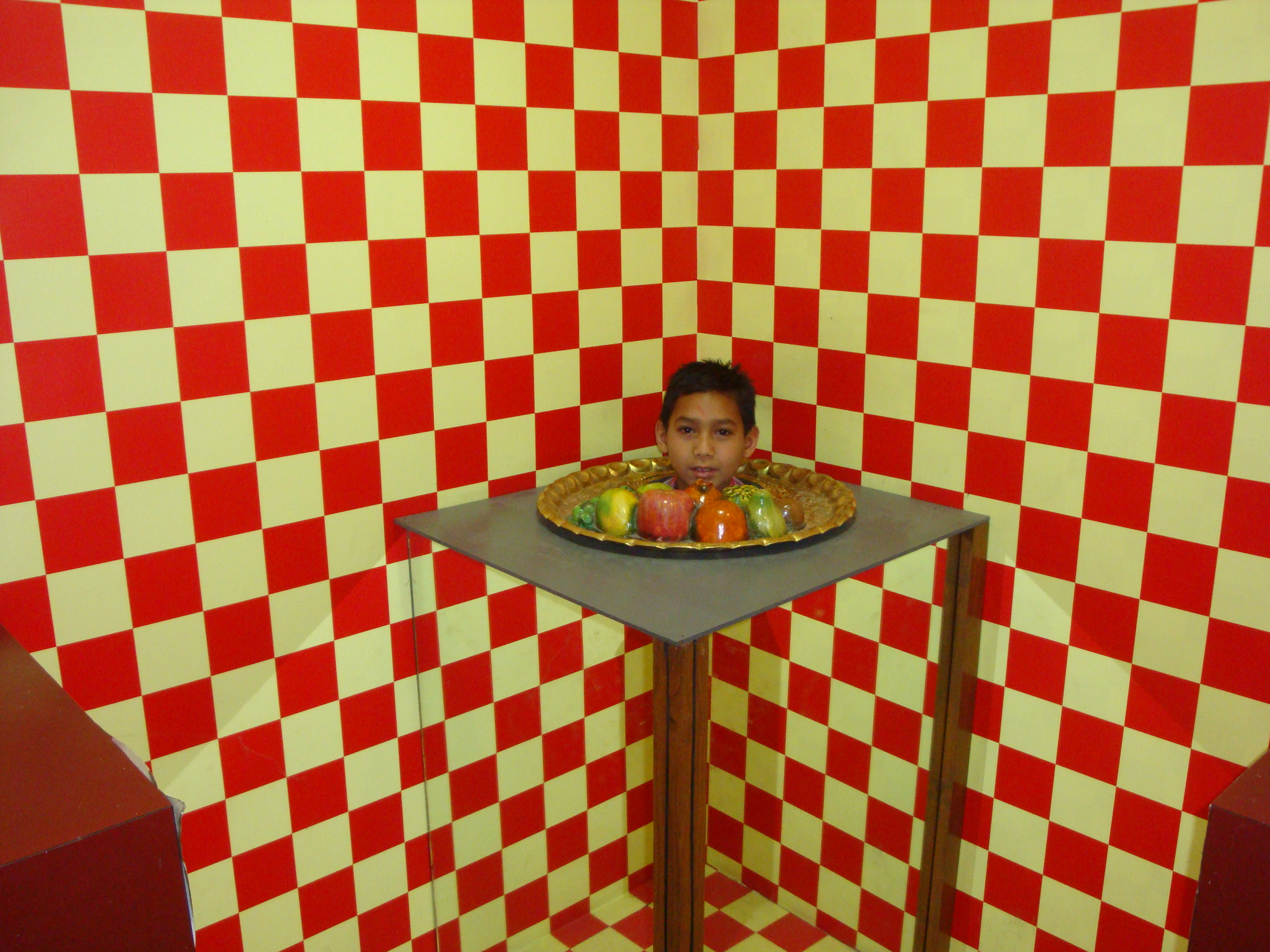
Un bambino fa sporgere la testa da un piatto forato su una struttura mimetizzata.

Un'illusione è una distorsione di una percezione sensoriale o cognitiva, causata dal modo in cui il cervello è solito organizzare ed interpretare le informazioni che riceve. Le illusioni possono coinvolgere tutti i sensi, ma quelle ottiche sono le più emblematiche e conosciute, dal momento che la vista spesso prevarica gli altri sensi.
Si differenzia dall'allucinazione che è caratterizzata da uno stato in cui ciò che si percepisce non è empiricamente presente nella realtà in quel dato momento. L'allucinazione è infatti definita come “percezione senza oggetto”.

## Filosofia
Il concetto di illusione è stato trattato anche in ambito religioso e filosofico, in rapporto a quello della verità e dell'oggettività. Nelle dottrine induiste si afferma che l'autentica realtà sia nascosta sotto il velo dell'illusione chiamato maya.

## Tipologie di illusione
(Christoph Scheurl a proposito di un dipinto di Lucas Cranach il Vecchio (XV secolo))
Nella psicologia moderna si possono distinguere diversi tipi di illusioni:
- illusione causata da disattenzione e compensata da tendenza al completamento: si verifica quando prestiamo poca attenzione a stimoli che provengono dall'ambiente. (Esempio: qualcuno ci sta parlando e tendiamo a completare le parole o le frasi che abbiamo ascoltato poco attentamente; nel leggere non facciamo caso agli errori di stampa).
- illusione affettiva: la percezione della realtà viene alterata dalle emozioni che la persona sta provando in quel momento. (Esempio: sto camminando di notte in un bosco e ho paura. Questa emozione mi fa immaginare che le ombre che vedo siano mostri o animali).
- pareidolia: di fronte ad una realtà poco definita, incompleta, poco illuminata, entra in azione la fantasia che, utilizzando elementi ed immagini interne alla psiche della persona, elabora in modo fantastico lo stimolo sensoriale ricevuto. (Esempio: guardando le nuvole, ne interpreto le forme come figure fantastiche). In termini psicologici, questo fenomeno viene chiamato anche “proiezione”, indicando con questa parola qualcosa che il soggetto proietta sulla realtà che vede.
- illusioni ottiche: di fronte a certe figure, appositamente costruite, si verifica una distorsione visiva e percettiva. Questo fenomeno si distingue in: - visione di oggetti che non esistono (oggetti impossibili) - figure che vengono percepite distorte rispetto alla realtà (metamorfopsia) - figure che, se guardate a lungo, sembrano muoversi o deformarsi - figure che, se guardate a lungo, influenzano la percezione di figure esaminate subito dopo.
- illusione dal passato: vi è anche un altro tipo di illusione, data dal creare un evento nella propria mente in funzione del fatto che qualcosa sia accaduto in passato e abbia creato emozioni tali da non credere che non esista più. Ad esempio un amore svanito o non più ricambiato o la speranza di un gruppo di amici nostalgici che la propria compagnia giovanile esista ancora; c'è anche la possibilità che con il ricrearsi di alcuni eventi l'amore trionfi.
- illusioni cognitive: vedi bias cognitivo.